# Toxicity II
Toxicity II es un disco filtrado de demos de la banda Armenio-Estadounidense System of a Down de Rock en el año 2002, con los miembros del grupo Serj Tankian, Daron Malakian, Shavo Odadjian y John Dolmayan. El disco es una colección de material inédito y canciones descartadas en las sesiones de su álbum Toxicity, que alguien colgó en internet bajo el título de Toxicity II. El grupo, al descubrir este "disco pirata" decidió regrabarlas en el estudio cambiándole letras, títulos, y añadiendo canciones inéditas. El resultado de esta mezcla fue la creación de su tercer álbum de estudio: Steal This Album!.

## Lista de Canciones
| N.º | Título                                  | Letras            | Música                                | Duración |  |
| 1.  | «Everytime»                             | Tankian           | Malakian, Odadjian                    | 2:22     |  |
| 2.  | «Streamline»                            | Tankian           | Tankian                               | 3:45     |  |
| 3.  | «Virginity»                             | Tankian           | Tankian                               | 1:59     |  |
| 4.  | «Waiting For You (Versión 1)»           | Tankian           | Tankian                               | 2:30     |  |
| 5.  | «We Don't Give A Damn About Your World» | Tankian, Malakian | Malakian                              | 3:27     |  |
| 6.  | «Side Of The Freeway»                   | Tankian, Malakian | Malakian                              | 4:19     |  |
| 7.  | «On My Mind»                            | Tankian           | Tankian                               | 2:18     |  |
| 8.  | «Want Me To Try»                        | Tankian           | Tankian                               | 3:26     |  |
| 9.  | «Why»                                   | Tankian           | Tankian, Malakian, Odadjian, Dolmayan | 3:04     |  |
| 10. | «Power Struggle»                        | Tankian           | Malakian                              | 2:07     |  |
| 11. | «Therapy»                               | Tankian           | Malakian                              | 2:34     |  |
| 12. | «Outer Space»                           | Tankian           | Tankian                               | 2:26     |  |
| 13. | «Your Own Pace»                         | Tankian           | Tankian                               | 0:58     |  |
| 14. | «Defy You (Defied You/Defy)»            | Tankian           | Tankian                               | 2:30     |  |
| 15. | «Waiting For You (Versión 2)»           | Tankian           | Tankian                               | 2:38     |  |

| Special Edition bonus CD |                                                   |              |              |          |  |
| N.º                      | Título                                            | Letras       | Música       | Duración |  |
| 1.                       | «Goodbye Blue Sky ("Pink Floyd" Cover)» (En vivo) | Roger Waters | Roger Waters | 1:54     |  |
| 2.                       | «We Are The System» (En vivo)                     | Tankian      | Tankian      | 1:39     |  |

## Nombres finales de las canciones
Después de ser regrabadas para el disco Steal This Album! recibieron los siguientes nombres:
| Toxicity II                           | Steal This Album!                                      |
| ------------------------------------- | ------------------------------------------------------ |
| Everytime                             | Boom!                                                  |
| Streamline                            | Streamline                                             |
| Virginity (Cherry/Virgin Tea)         | No se incluyó en el Álbum                              |
| Waiting For You (versiones 1 y 2)     | Thetawaves                                             |
| We Don't Give A Damn About Your World | A.D.D. (American Dream Denial)                         |
| Side Of The Freeway                   | Mr. Jack                                               |
| On My Mind                            | Pictures                                               |
| Want Me To Try                        | Highway Song                                           |
| Why                                   | I-E-A-I-A-I-O                                          |
| Power Struggle                        | Bubbles                                                |
| Therapy                               | Chic 'N' Stu                                           |
| Outer Space (Fortress/Forever)        | No se incluyó en el Álbum                              |
| You Own Pace                          | 36                                                     |
| Defy You                              | Nüguns (la letra es diferente, pero es el mismo ritmo) |

Innervision fue filtrada por separado, una versión alternativa de Streamline se lanzó en la película El rey Escorpión y en el sencillo de Aerials.
- Datos: Q6151274